# فرجينيا ياسين
فرجينيا ياسين علي الرميض (1948 - 16 تشرين الأول/أكتوبر 2018)، ممثلة عراقية، بدأت مشوارها الفني عام 1964 مع الفرقة القومية للفنون الشعبية، ثُم انتقلت إلى التمثيل الدرامي، حيثُ شاركت في العديد من الأعمال، مثل سور الضباب، أسباب الزيارة، أيام الإجازة، شقة مقابل شقة، ميم ميم، الدرس الأول وغيرها، ومثلت في فيلمٍ واحد فقط وهو فيلم 100%.

## حياتها
وُلدت فرجينيا في عام 1948 في بغداد لأمٍ مَسيحية وأبٍ مُسلم، ولم يرزق والديها بأي أبناءٍ غيرها، وبقيت فرجينيا تعيش مع والدتها حتى توفيت الأخيرة، وظلت فرجينيا على الدين المسيحي حتى وفاتها أيضًا، كما يُذكر أن والدها كان يعملُ ضابطًا بالأمن العراقي حتى وفاته. عَملت فرجينيا في بداية حياتها مع أمها في مطعم بباب المعظم وذلك قبل أن تدخل عالم الفن. كانت فرجينيا قد اعتزلت مجال الفن منذُ فترةٍ طويلة، وعاشت بمفردها بمنزل والدتها.

## وفاتها
تُوفيت في 16 تشرين الأول/أكتوبر 2018 وحيدةً في شقتها بمنطقة زيونة في بغداد، عن عمرٍ ناهزَ 72 عامًا، أو 70 عامًا. ذكرت بعض المصادر العراقية أنَّ جارها عثرَ عليها متوفية، ولم يجد لها أي أقارب، فنقلها إلى مقبرة النجف حيث دفنت فيها يوم 16 أكتوبر 2018.

## روابط خارجية
- فرجينيا ياسين على موقع قاعدة بيانات الأفلام العربية